# Étienne Fauvel
Pour les articles homonymes, voir Fauvel.
Étienne Fauvel, né à Coutances le 17 octobre 1899 et mort à Coutances le 2 octobre 1965, est un homme politique français.

## Biographie
Fils d'un médecin coutançais, il fait ses études secondaires au lycée Lebrun de Coutances puis sa médecine à Paris. Il s'installe comme médecin dans sa ville natale, où il est aussi médecin-inspecteur des écoles et dirigeant de société sportive. Il est élu en 1945 conseiller municipal de Coutances, conseiller général puis député de la Manche (MRP) aux deux Assemblées constituantes. Il est juré à la Haute Cour de justice. Particulièrement actif sur les problèmes de santé et de la Reconstruction, il intervient aussi fréquemment sur les questions agricoles, notamment pour lutter contre l'exode rural. Il est député jusqu'en 1951, battu alors d’extrême justesse par le préfet Édouard Lebas (500 voix sur 42 000 exprimées), et conseiller général jusqu'en 1961.